# Malichy
Malichy – dzielnica-osiedle Pruszkowa, granicząca z Piastowem oraz Gminą Michałowice. 
Na terenie osiedla dominuje zabudowa jednorodzinna. Obszar Malich nie jest jednoznacznie określony (miasto Pruszków nie posiada wyznaczonych dzielnic), jednakże układ przestrzenny okolicy tworzy swoistą izolację przestrzenną zamykająca osiedle między linią WKD, zabudowaniami szpitala w Tworkach oraz rzeką Utratą. Do Malich bezpośrednio przylegają zabudowania ulic Czarnieckiego oraz Zielonej, które administracyjnie znajdują się na terenie Gminy Michałowice, jednakże tworzą z Malichami jeden obszar.
Najstarsza wzmianka o Malichach pochodzi ze spisu podatkowego z 1528 r. (Reguly Malychy), w którym odnotowano, że wieś była zamieszkiwana przez szlachtę bezkmiecą. W początkach XVI w. Malichy były, razem z Kuchami i Zalesiem, przysiółkiem wsi Reguły. Obecne osiedle o tej nazwie nie znajdują się na miejscu historycznych Malich. Te wcześniejsze zlokalizowane były na północ od Alej Jerozolimskich w okolicach obecnej ulicy Harcerskiej w Piastowie, co widać m.in. na przedwojennych mapach Wojskowego Instytutu Geograficznego w skali 1:25 000 i 1:100 000. Przeniesienie nazwy musiało nastąpić zapewne z wybudowaniem stacji WKD w latach 20. XX wieku. Dzisiejsze Malichy położone są na terenie dawniej należącym do Tworek. Nazwa pochodzi od nazwy osobowej Malech, Malich.
W miejscowości znajduje się przystanek kolejowy Malichy.